# USS Ashland (LSD-48)
El USS Ashland (LSD-48) es un LSD (landing ship dock) de la clase Whidbey Island de la Armada de los Estados Unidos.

## Construcción
Fue colocada la quilla en 1988; fue botado el casco en 1989; y fue asignado en 1992. Su constructor fue el Avondale Shipbuilding de Nueva Orleans (Luisiana).

## Historia de servicio
El USS Ashland está asignado en la Naval Surface Force, U.S. Pacific Fleet; y su apostadero es la base naval de Sasebo, Japón.